# 伊和淖尔
巴润伊和淖尔又称西伊和淖尔，是位于中国内蒙古自治区锡林郭勒盟东乌珠穆沁旗嘎海乐苏木西北的一个湖泊。其位置约为东经118°6′,北纬46°27′。湖面海拔820米，面积约2.55平方公里，主要沉积物为芒硝。伊和淖尔来自蒙古语，是“大湖”的意思。